# Leprechaun 6 : Le Retour
Série
Leprechaun 5 : La Malédiction
(2000) Leprechaun: Origins (reboot)
(2014)
Pour plus de détails, voir Fiche technique et Distribution.
Leprechaun 6 : Le Retour (Leprechaun: Back 2 tha Hood) est un film américain réalisé par Steven Ayromlooi sorti en 2003. Il est le sixième de la série Leprechaun.

## Synopsis
Leprechaun s'en prend cette fois-ci à une bande de jeunes lycéens qui vient de découvrir son magot.

## Fiche technique
- Titre : Leprechaun 6 : Le Retour
- Titre original : Leprechaun: Back 2 tha Hood
- Réalisation : Steven Ayromlooi
- Scénario : Steven Ayromlooi
- Musiques : Michael Whittaker
- Producteur : 	Peter Block et Phyllis Cedar
- Pays d'Origine :  États-Unis
- Format : Couleurs
- Genre : Comédie horrifique et fantastique
- Durée : 90 minutes
- Dates de Sortie :
  - États-Unis : 30 décembre 2003 (en DVD)
  - France : 17 octobre 2007 (en DVD)
- interdit aux moins de 12 ans

## Distribution
- Warwick Davis (VF : Eric Missoffe) : Leprechaun
- Tangi Miller (VF : Marjorie Frantz) : Emily Woodrow
- Laz Alonso (VF : Maurice Decoster) : Rory Jackson
- Page Kennedy (VF : Sidney Kotto) : Jamie Davis
- Sherrie Jackson (VF : Julie Turin) : Lisa Duncan
- Donzaleigh Abernathy (VF : Amélie Morin) : Esmeralda
- Shiek Mahmud-Bey (VF : Yann Peira) : Watson
- Sticky Fingaz (VF : Gilles Morvan) : Cedric
- Keesha Sharp (VF : Annie Milon) : Chanel
- Sonya Eddy (VF : Maïté Monceau) : Yolanda
- Beau Billingslea (VF : Stéphane Ronchewski) : officier Thompson
- Chris Murray (VF : Régis Reuilhac) : officier Whitaker
- Vickilyn Reynolds (VF : Denise Metmer) : Doria
- Willie C. Carpenter (VF : Patrick Borg) : le père Jacob
- J. Karen Thomas (VF : Marie-Laure Copie) : la mère de Jamie